# Conistra bipunctata
Conistra bipunctata là một loài bướm đêm trong họ Noctuidae.